# Tina (časopis)
Tina je český společenský týdeník, který vydává vydavatelství MAFRA. Vychází od října 1992. Cílí na čtenářky. Obsahuje rady v životních situacích, texty o zdravém životním stylu a kuchařské recepty. V roce 2014 čtenost činila 244 tisíc měsíčně. Na začátku roku 2015 se prodalo 67 tisíc výtisků.